# رافائل ریف
رافائل ریف (انگلیسی: L. Rafael Reif؛ زادهٔ ۲۱ اوت ۱۹۵۰) سیاست‌مدار اهل ایالات متحده آمریکا است که از سال ۲۰۱۲ رئیس مؤسسه فناوری ماساچوست و جایگزین سوزان هاکفیلد شد.